# Ulla-Britta Larsson
Ulla-Britta Matilda Larsson, född Widemark 27 juni 1928 i Vårdinge församling i Stockholms län, död 19 september 2022 i Österfärnebo distrikt i Gävleborgs län, var en svensk politiker (centerpartist) som tjänstgjorde som ersättare i Sveriges riksdag en kortare period för Gävleborgs läns valkrets 1981. Hon tjänstgjorde under en längre tid som oppositionsråd för Centerpartiet i Sandvikens kommun, en tjänst som hon lämnade 1991.